# Open GDF SUEZ de Touraine 2011
L'Open GDF SUEZ de Touraine 2011 è stato un torneo professionistico di tennis femminile giocato sul cemento. È stata la 6ª edizione del torneo, che fa parte dell'ITF Women's Circuit nell'ambito dell'ITF Women's Circuit 2011. Si è giocato a Joué-lès-Tours in Francia dal 10 al 16 ottobre 2011.

## Partecipanti

### Teste di serie
| Nazionalità | Giocatrice         | Ranking* | Testa di serie |
| ----------- | ------------------ | -------- | -------------- |
| Spagna      | Laura Pous Tió     | 79       | 1              |
| Rep. Ceca   | Andrea Hlaváčková  | 93       | 2              |
| Russia      | Vesna Dolonc       | 101      | 3              |
| Paesi Bassi | Michaëlla Krajicek | 112      | 5              |
| Stati Uniti | Alison Riske       | 125      | 7              |
| Uzbekistan  | Akgul Amanmuradova | 127      | 6              |
| Russia      | Aleksandra Panova  | 134      | 4              |
| Svizzera    | Stefanie Vögele    | 143      | 8              |

- Ranking al 3 ottobre 2011.

### Altre partecipanti
Giocatrici che hanno ricevuto una wild card:
- Audrey Bergot
- Myrtille Georges
- Anaïs Laurendon
- Irena Pavlović

Giocatrici che sono passate dalle qualificazioni:
- Lou Brouleau
- Julie Coin
- Anna Remondina
- Constance Sibille
- Michaela Hončová (lucky loser)
- Albina Khabibulina (lucky loser)

## Campionesse

### Singolare
Alison Riske ha battuto in finale  Akgul Amanmuradova con il punteggio di 2–6, 6–2, 7–5

### Doppio
Ljudmyla Kičenok /  Nadežda Kičenok hanno battuto in finale  Eirini Georgatou /  Irena Pavlović,  6–2, 6–0